# Gregg Berhalter
Gregg Berhalter, né le 1er août 1973 à Englewood dans le New Jersey est un joueur et entraîneur américain de soccer.

## Biographie

### Carrière de joueur

#### En équipe nationale
International américain, Gregg Berhalter connaît sa première sélection le 15 octobre 1994 à l'occasion d'un match amical contre l'Arabie saoudite.
Il participe à deux Coupes du monde, en 2002 et 2006, cette dernière comme remplaçant de Cory Gibbs, blessé au genou.

## Statistiques
| Saison                | Club                  | Championnat           | Championnat | Championnat | Coupe(s) nationale(s) | Coupe(s) nationale(s) | Compétition(s) continentale(s) | Compétition(s) continentale(s) | Compétition(s) continentale(s) | Séries | Séries | États-Unis | États-Unis | Total | Total |
| Saison                | Club                  | Division              | M.          | B.          | M.                    | B.                    | Comp.                          | M.                             | B.                             | M.     | B.     | M.         | B.         | M.    | B.    |
| 2001-2002             | Crystal Palace FC     | Championship          | 14          | 1           | 2                     | 0                     | -                              | -                              | -                              | -      | -      | 8          | 0          | 24    | 1     |
| 2002-2003             | Energie Cottbus       | Bundesliga 2          | 23          | 0           | 1                     | 0                     | -                              | -                              | -                              | -      | -      | 3          | 0          | 27    | 0     |
| 2003-2004             | Energie Cottbus       | Bundesliga 2          |             |             | 1                     | 0                     | -                              | -                              | -                              | -      | -      | 2          | 0          | 3     | 0     |
| 2004-2005             | Energie Cottbus       | Bundesliga 2          |             |             | 1                     | 0                     | -                              | -                              | -                              | -      | -      | 5          | 0          | 6     | 0     |
| 2005-2006             | Energie Cottbus       | Bundesliga 2          | 31          | 3           | 1                     | 0                     | -                              | -                              | -                              | -      | -      | 5          | 0          | 37    | 3     |
| 2006-2007             | TSV Munich 1860       | Bundesliga 2          | 29          | 3           | 1                     | 0                     | -                              | -                              | -                              | -      | -      | -          | -          | 30    | 3     |
| 2007-2008             | TSV Munich 1860       | Bundesliga 2          | 26          | 5           | 4                     | 0                     | -                              | -                              | -                              | -      | -      | -          | -          | 30    | 5     |
| 2008-2009             | TSV Munich 1860       | Bundesliga 2          | 18          | 0           | 3                     | 0                     | -                              | -                              | -                              | -      | -      | -          | -          | 21    | 0     |
| 2009                  | Los Angeles Galaxy    | MLS                   | 26          | 0           | 5                     | 1                     | -                              | -                              | -                              | 4      | 1      | -          | -          | 35    | 2     |
| 2010                  | Los Angeles Galaxy    | MLS                   | 16          | 0           | 1                     | 0                     | LCC                            | 1                              | 0                              | 1      | 0      | -          | -          | 19    | 0     |
| 2011                  | Los Angeles Galaxy    | MLS                   | 10          | 0           | 2                     | 0                     | LCC                            | 2                              | 0                              | 0      | 0      | -          | -          | 14    | 0     |
| Total sur la carrière | Total sur la carrière | Total sur la carrière | 193         | 12          | 22                    | 1                     | -                              | 3                              | 0                              | 5      | 1      | 23         | 0          | 246   | 14    |

## Palmarès
| Galaxy de Los Angeles - Coupe MLS (1) : - Vainqueur : 2011. - Supporters' Shield (2) : - Vainqueur : 2010 et 2011. |  | Crew de Columbus - Conférence Est de MLS (1) : - Champion : 2015. - Coupe MLS : - Finaliste : 2015. États-Unis - Gold Cup (1) : - Vainqueur : 2021. - Finaliste : 2019. - Ligue des nations de la CONCACAF (2) : - Vainqueur : 2021 et 2024. |